# Mughajrat
Mughajrat – wieś w Syrii, w muhafazie Aleppo, w dystrykcie Manbidż. W 2004 roku liczyła 525 mieszkańców.